# Donald Sims
Donald Erick Sims (Gaffney, 25 aprile 1987) è un cestista statunitense.

## Palmarès
- Lega Baltica: 1

Ventspils: 2012-13